# Wayne Artman
Wayne Artman (* 24. November 1936; † 9. November 2006 in Beverly Hills, Kalifornien) war ein US-amerikanischer Tonmeister.

## Leben
Artman begann seine Karriere 1973 mit Hall Bartletts Literaturverfilmung Die Möwe Jonathan. Beginnend mit der Woody-Allen-Komödie Der Strohmann bis hin zu Last Boy Scout – Das Ziel ist Überleben arbeitete er ein Vierteljahrhundert mit dem Tonmeister Tom Beckert zusammen, sie wirkten bis 1991 an über 50 gemeinsamen Spielfilmen mit. 1988 waren beide, gemeinsam mit Tom E. Dahl und Art Rochester, für Die Hexen von Eastwick für den Oscar in der Kategorie Bester Ton nominiert.
Ab Mitte der 1990er Jahre verlagerte Artman seinen Arbeitsschwerpunkt zum Fernsehen, wo er an zahlreichen Serien und Fernsehfilmen mitwirkte. Für die Miniserie Frank Sinatra – Der Weg an die Spitze war er 1993 erstmals für den Primetime Emmy nominiert, eine zweite und letzte Nominierung erfolgte 1996 für den Fernsehfilm Die Ehre zu fliegen.
Artman zog sich 2000 aus dem Filmgeschäft zurück und starb 2006 im Alter von 69 in Beverly Hills.

## Filmografie (Auswahl)
- 1976: Der Strohmann (The Front)
- 1979: Lawinenexpress (Avalanche Express)
- 1980: Die blaue Lagune (The Blue Lagoon)
- 1981: Ich glaub’ mich knutscht ein Elch! (Stripes)
- 1982: Conan der Barbar (Conan the Barbarian)
- 1984: Conan der Zerstörer (Conan the Destroyer)
- 1985: Hilfe, die Amis kommen (National Lampoon’s European Vacation)
- 1986: Nummer 5 lebt! (Short Circuit)
- 1987: Die Hexen von Eastwick (The Witches of Eastwick)
- 1988: Genie und Schnauze (Without a Clue)
- 1989: Tango und Cash (Tango & Cash)
- 1991: Last Boy Scout – Das Ziel ist Überleben (The Last Boy Scout)
- 1992: Brennpunkt L.A. – Die Profis sind zurück (Lethal Weapon 3)
- 1992: Eiskalte Leidenschaft (Final Analysis)
- 1993: Codename: Nina (Point of No Return)

## Nominierungen (Auswahl)
- 1988: Oscar-Nominierung in der Kategorie Bester Ton für Die Hexen von Eastwick